# Percy Sands
Percy Sands (Londra, 1881 – 1965) è stato un calciatore inglese.